# Джессіка
Джессіка Мускат (мальт. Jessika Muscat, 27 лютого 1989, Моста, Мальта) — мальтійська співачка та акторка, відоміша за сценічним псевдонімом Джессіка. Разом з Дженіфер Бренінг представниця Сан-Маріно на пісенному конкурсі Євробачення 2018 з піснею «Who We Are».
Як акторка виконує роль Емми у мальтійській мильній опері «Ħbieb u Għedewwa».